# Tomáš Holeš
Tomáš Holeš (* 31. März 1993 in Hradec Králové) ist ein tschechischer Fußballspieler.

## Karriere

### Verein
Nachdem er in der Jugend für Klubs wie SK Polička und TJ Svitavy gespielt hatte, war er ab 2008 in der des FC Hradec Králové aktiv, wo er Anfang 2012 von der U19 fest in den Kader der ersten Mannschaft überging. So bekam er am 18. Februar 2012 dann sein Debüt bei einer 1:3-Niederlage gegen Slovan Liberec. Nach ein paar weiteren Kurzeinsätzen kam er dann noch in der laufenden Saison zu einem festen Platz in der Startelf und sammelte in den nächsten Jahren eine Vielzahl an Einsätzen mit der Mannschaft. Nachdem er die Rückrunde der Saison 2016/17 aufgrund einer Knie-OP verpasst hatte, wurde er erst einmal für die Folgesaison an Jablonec verliehen. Er kehrte danach aber nicht mehr zu seinem Jugendklub zurück, sondern wechselte zur Saison 2018/19 fest zu Jablonec. Für eine Ablöse von 1,6 Mio. € wurde er schließlich zur Spielrunde 2019/20 von Slavia Prag verpflichtet.
Mit Slavia wurde er bislang zwei Mal Meister und auch Pokalsieger. Auch schaffte er es mit seiner Mannschaft jeweils einmal ins Achtelfinale und Viertelfinale der Europa League sowie einmal ins Viertelfinale der Europa Conference League. Soweit er nicht verletzt ist, trägt er seit der Saison 2022/23 des Öfteren zudem die Kapitänsbinde.

### Nationalmannschaft
Mit der tschechischen U21-Nationalmannschaft nahm er von 2012 bis 2015 an ein paar Qualifikations- jedoch vornehmlich Freundschaftsspielen teil. Sein Debüt im Trikot der A-Nationalmannschaft hatte er dann am 7. September 2020 bei einer 1:2-Niederlage gegen Schottland in der Nations League 2020/21, wo er auch in der Startelf stand. Nach einer weiteren Partie in diesem Wettbewerb und ein paar Freundschaftsspielen war er auch in der Qualifikation für die Weltmeisterschaft 2022 aktiv. Wenige Monate danach gehörte er dann auch zum Kader bei der Europameisterschaft 2021, wo er es mit seiner Mannschaft bis ins Viertelfinale gegen Dänemark schaffte und in jedem Spiel Einsatzzeit bekam. Bei dem 2:0-Sieg über die Niederlande erzielte er zudem sein einziges Turniertor.
Nachdem Turnier musste er mit seiner Mannschaft für die Qualifikation zur WM 2022 noch in die Playoffs, wo man dann jedoch Schweden unterlag. Anschließend spielte er für die Mannschaft eine wichtige Rolle in der Qualifikation für die Europameisterschaft 2024.